# The Fundamental Things Apply
The Fundamental Things Apply is de dertigste aflevering van het achtste seizoen van het tienerdrama Beverly Hills, 90210, die voor het eerst werd uitgezonden op 13 mei 1998.

## Plot
Donna kan steeds beter opschieten met Gwyneth nu ze bij haar logeert, zij weet niet dat Gwyneth haar aankomende modeshow aan het saboteren is. Gwyneth is verliefd op Noah en wil nu alles doen om Donna bij Noah weg te halen. Op de modeshow is Gwyneth verantwoordelijk voor de kleding die de modellen aan moeten en zij schenkt expres rode wijn over sommige kledingstukken en zij wist belangrijke berichten van de antwoordapparaat van Donna. Nu alles fout gaat lopen op de modeshow wordt Donna wanhopig en vraagt zich af wie zoiets zou doen. Noah komt erachter dat Gwyneth hier verantwoordelijk voor is en is woest op haar, ondanks haar uitleg stuurt hij haar weg.
Tussen David en Valerie gaat het niet goed omdat volgens David Valerie haar gevoelens niet kan uiten en vraagt haar om psychotherapie te volgen, dit weigert zij en David ziet hun relatie niet meer zitten en wil het uitmaken. Valerie is hier helemaal stuk van en wil terug naar David. De relatie is echt over en Valerie zoekt troost bij een fotograaf die aan het werk is op de modeshow. Na de nacht doorgebracht te hebben met hem komt zij erachter dat hij verslaafd is aan heroïne en dat hij dit neemt door middel van spuiten. Zij is nu doodsbang dat zij Aids kan hebben omdat zij onveilig hebben gevreeën en weet niet wat zij moet doen. Ondertussen heeft David problemen met een klant waar hij een reclamejingle voor had geschreven. De cheque van zijn salaris wordt geweigerd bij de bank en besluit daarop dat hij zijn klant hiermee confronteert. Nu dit niet helpt en zijn klant een kledingwinkel heeft besluit hij om voor zijn salaris kleding te gaan kopen voor de bruiloft die eraan komt.
Kelly is aan het werk op de kliniek en dan komt er een taxichauffeur binnen die een passagier aan boord heeft die net bevallen is. Kelly komt erachter dat de chauffeur Alex  een dokter was in Sarajevo en hier zijn vak niet mag uitoefenen omdat hij hier geen vergunning heeft voor dokter. Alex heeft ook geen behoefte om deze vergunning te halen omdat hij zijn vrouw Katya kwijt is geraakt in Sarajevo. Alex heeft wel gezocht maar haar niet gevonden, Kelly kan dit niet laten rusten en gaat samen met Brandon naar haar zoeken. Uiteindelijk vinden ze haar in Amerika en herenigen hun. Tijdens deze zoektocht hebben Kelly en Brandon ook zelf genoeg problemen met hun aankomende bruiloft, ze twisten over het eten en andere dingen die geregeld moeten worden voor de bruiloft. Als zij Alex en Katya weer herenigd zien dan beseffen zij dat zij echte liefde hebben en vragen zich af of zij dit ook hebben.
Steve wordt steeds meer verliefd op Sarah en gaat met haar uit, op een golfbaan hoort hij van haar dat zij nog getrouwd is. Dit komt als een schok maar zij overtuigt hem dat hun huwelijk over is en dat zij gaat scheiden van hem. Later zegt Sarah tegen Steve dat haar man toch wil vechten voor hun huwelijk en dat zij dit ook een kans wil geven. Steve wordt verscheurd door emotie en wil haar niet zomaar laten gaan.

## Rolverdeling
- Jason Priestley - Brandon Walsh
- Jennie Garth - Kelly Taylor
- Ian Ziering - Steve Sanders
- Brian Austin Green - David Silver
- Tori Spelling - Donna Martin
- Tiffani Thiessen - Valerie Malone
- Joe E. Tata - Nat Bussichio
- Lindsay Price - Janet Sosna
- Vincent Young - Noah Hunter
- Sarah Aldrich - Gwyneth Adair
- Brandi Andres - Sarah Edmonds
- Spencer Rochfort - Johnny
- Kristof Konrad - Alex
- Aleksandra Kaniak - Katya